# JQ Knew That
 (octobre 2022).
La mise en forme du texte ne suit pas les recommandations de Wikipédia : il faut le « wikifier ».
Les points d'amélioration suivants sont les cas les plus fréquents. Le détail des points à revoir est peut-être précisé sur la page de discussion.
- Les titres sont pré-formatés par le logiciel. Ils ne sont ni en capitales, ni en gras.
- Le texte ne doit pas être écrit en capitales (les noms de famille non plus), ni en gras, ni en italique, ni en « petit »…
- Le gras n'est utilisé que pour surligner le titre de l'article dans l'introduction, une seule fois.
- L'italique est rarement utilisé : mots en langue étrangère, titres d'œuvres, noms de bateaux, etc.
- Les citations ne sont pas en italique mais en corps de texte normal. Elles sont entourées par des guillemets français : « et ».
- Les listes à puces sont à éviter, des paragraphes rédigés étant largement préférés. Les tableaux sont à réserver à la présentation de données structurées (résultats, etc.).
- Les appels de note de bas de page (petits chiffres en exposant, introduits par l'outil «  Source ») sont à placer entre la fin de phrase et le point final[comme ça].
- Les liens internes (vers d'autres articles de Wikipédia) sont à choisir avec parcimonie. Créez des liens vers des articles approfondissant le sujet. Les termes génériques sans rapport avec le sujet sont à éviter, ainsi que les répétitions de liens vers un même terme.
- Les liens externes sont à placer uniquement dans une section « Liens externes », à la fin de l'article. Ces liens sont à choisir avec parcimonie suivant les règles définies. Si un lien sert de source à l'article, son insertion dans le texte est à faire par les notes de bas de page.
- La présentation des références doit suivre les conventions bibliographiques. Il est recommandé d'utiliser les modèles {{Ouvrage}}, {{Chapitre}}, {{Article}}, {{Lien web}} et/ou {{Bibliographie}}. Le mode d'édition visuel peut mettre en forme automatiquement les références.
- Insérer une infobox (cadre d'informations à droite) n'est pas obligatoire pour parachever la mise en page.

Pour une aide détaillée, merci de consulter Aide:Wikification.
Si vous pensez que ces points ont été résolus, vous pouvez retirer ce bandeau et améliorer la mise en forme d'un autre article.
JQ Knew That est une série télévisée tanzanienne 2021 créée par Josephs Quartzy montrant l'histoire d'un jeune homme africain qui est allé en Amérique pour étudier dans l'espoir de changer son village natal qui était pauvre et reculé en termes de civilisation, de vie sociale, de besoins de base, d'éducation et d'infrastructures mais était considéré. comme un traître et une malchance parce que personne ne croyait à l'éducation et à la culture occidentales.

## Synopsis
JQ Knew That explore un homme nommé Josephs est considéré comme un traître et une malchance par sa société parce qu'il voulait induire la civilisation dans son village local après avoir fait des études à l'étranger. Les villageois ne croyaient pas à la culture occidentale.

## Distribution
Sauf indication contraire, les informations mentionnées dans cette section peuvent être confirmées par les bases de données cinématographiques IMDb et Allociné,  présentes dans la section « Liens externes ».
Acteurs principaux
- Josephs Quartzy : Josephs
- Nil Günal
- Petlan Ghall
- Dennis Cockrum : Grand Ben
- William Makozak : le père de Josephs
- Jane Marsh: Garimbe
- Marwa Bernstein
- Joseph Quinn : Clifford

## Personnages
- Grand Ben joué par Dennis Cockrum
- Zeup joué par Petlan Ghall
- Suzzy joué par Nil Günal
- Josephs' father joué par William Makozak
- Garimbe joué par Jane Marsh
- Josephs joué par Josephs Quartzy
- Clifford Johannes joué par Joseph Quinn

## Épisodes
1:Amour interdit
2:Garçon à sacrifier
3:Voyage à ľouest
4:Renaitre de génie
5:La monnaie
6:Retour
7:Il tombe amoureux
8:Fin heureuse